# Mélikats du Karabagh
Les mélikats du Karabagh sont les sept mélikats (de mélik, en arménien Մելիք, « prince », de l’arabe malik, « roi ») situés sur le territoire du Karabagh et partiellement sur celui de la Siounie. Khatchen, Goulistan, Jraberd, Varanda, Dizak, Tzar et Gardam sont des principautés autonomes qui perdurent jusqu’à l’annexion par l’Empire russe au début du XIXe siècle et qui trouvent leur origine dans la principauté de Khatchen, un ancien État féodal arménien qui occupe la région à partir du Xe siècle.

## Histoire

### Origine
Le démembrement de la principauté de Khatchen trouve son origine lors du partage de son territoire entre les quatre fils de Hasan Ier le Grand, mort en 1201, à son abdication en 1182. Les petites principautés arméniennes bénéficient de la bienveillance relative des Mongols, avant d'être dépossédés de leurs terres puis d'être restaurés par la dynastie des Qara Qoyunlu sous Djanhan Chah après 1441, jusqu'à leur intégration dans le royaume séfévide en 1502.

### Période perse
Pour un article plus général, voir Arménie perse.

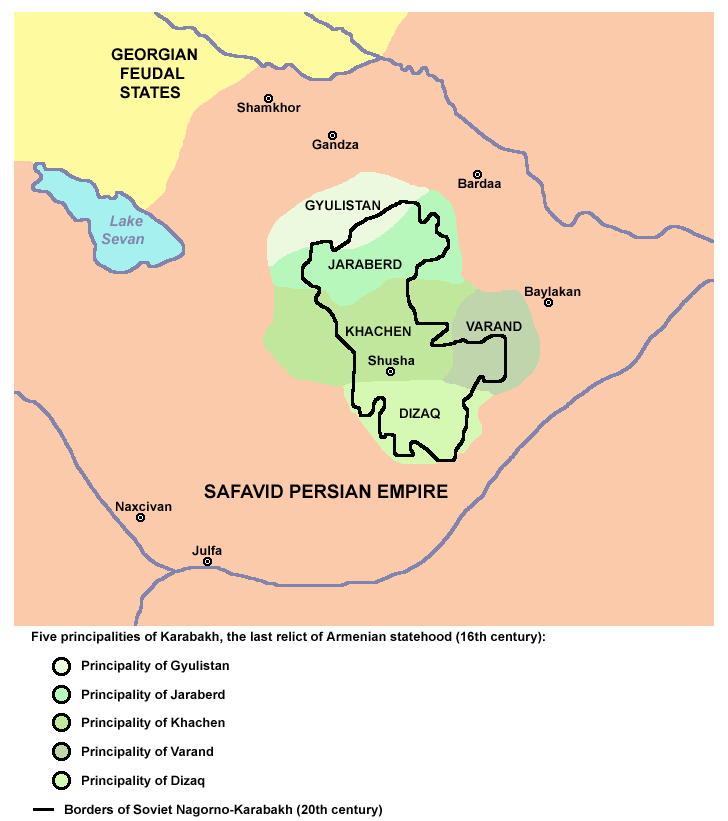
Les cinq mélikats au XVIe siècle.

En 1603/1606, le Chah séfévide Abbas Ier reconnaît leur statut spécial de semi-indépendance. Il favorise même la prise de contrôle du « mélikat de Varanda » par Schahanazar Ier de Geghan (1578-1608). À la suite de l’effondrement de la dynastie séfévide et de l’intervention ottomane dans l’est de la Transcaucasie, les mélikats jouissent après l’insurrection de David Bek (mort vers 1727) d’une courte période d’indépendance entre 1722 et 1730.
Nâdir Châh confirme ensuite lui aussi l’autonomie de la région sous le nom de Khamsa (« les cinq ») et constitue une petite principauté sur laquelle règnent le mélik Yegan ou Avan de Dizak (mort en 1744) puis, comme souverains titulaires, ses deux fils, Aram et Yesaï (mort en 1781).
Les troubles reprennent en Iran après la disparition de Nâdir Châh. Ils permettent au khan du Karabagh de se faire accorder la suzeraineté directe sur les mélikats arméniens. La rivalité entre les mélikats, qui disposent chacun d’une force comprise en 3 000 et 5 000 hommes, les empêche de devenir une puissance régionale chrétienne capable de s’opposer aux musulmans, mais l’instabilité de la Perse les oblige à oublier leur dissensions pour réclamer de l’aide à la Russie et même à l’Europe occidentale.

### Acquisition russe
Pour un article plus général, voir Arménie russe.
Une note de la Chancellerie russe de décembre 1798 citée par Georges Bournoutian décrit la répartition des méliks du Karabagh au moment où ces derniers demandent la protection de l’Empire russe contre Ibrahim Khalil, khan du Karabagh, le fils de Panah Khan, qui s'était emparé de Gandzasar, avait emprisonné puis fait tuer le patriarche Hovhannès Hasan Jalalian et le mélik Vakhtam de Dizak :
- « Le premier mélik est Jamshid fils de mélik Shahnazar dont le district est nommé Varanda et qui inclut la forteresse de Shushi. Son fils et yüzbasi est ici avec lui à Saint-Pétersbourg.
- Le deuxième mélik est Abov fils du mélik Hovsep dont le district est Ikirmidort avec la forteresse de Goulistan. Il s’est réfugié avec beaucoup de ses gens en Géorgie où il fait partie de la cour du roi Georges. Son neveu Fireydun est ici avec le mélik Jamshid.
- Le troisième mélik est Rostom fils du Yüzbasi Alaverdov. Rostom règne de fait à Jraberd. On considérait ce mélikat comme le plus important des cinq mais depuis le fils du mélik Mejlum (le petit-fils du mélik Adam) qui est trop jeune — Rostom est son régent — Mélik Jamshid est pour l’instant le chef des méliks.
- Le quatrième mélik est le mélik Abas fils du mélik Vakhtam dont le district est nommé Dizak.
- Le cinquième mélik est le mélik Alaverdi fils du mélik Mirza Khan dont le district est Khatchen.
- Les méliks ci-dessus ont des subordonnés nommés yüzbasis qui sont des commandants héréditaires et reçoivent des allocations des méliks. »

À la suite de la Guerre russo-persane de 1804-1813, le Chah de Perse doit abandonner aux Russes une grande partie du Caucase du sud, incluant les khanats de Karabagh et de Gandja. Le traité de Golestan signé le 12 octobre 1813 dans la forteresse de Goulistan au Karabagh est la base de la présence russe en Transcaucasie. Elle amène la disparition progressive des mélikats et du catholicosat d’Albanie du Caucase, dont le dernier titulaire, Sargis II Hasandjalaliantz (1794-1815), mort en 1828, est destitué.
La guerre russo-persane de 1826-1828 se termine par le traité de Turkmanchai signé le 10 février 1828. Selon les clauses de cet accord, les khanats d’Erevan et de Nakhitchevan sont donnés à l’Empire russe. Cette acquisition complète le contrôle russe sur l’Arménie orientale.

## Les mélikats
La chronologie et les filiations des méliks du Karabagh restent incertaines. Les listes ci-dessous sont celles retenues par Cyrille Toumanoff dans ses travaux.

### Mélikat de Khatchen
Les méliks de Khatchen sont les Hasan-Jalalian, nommés par Cyrille Toumanoff « Hasan Djalalides ». Il s’agit des héritiers directs de la branche aînée de la dynastie de Siounie, descendants de Djalal Ier Daula Hasan II (ca. 1214-1265), qui règne sur la principauté de Khatchen. Les Hasan-Jalalian contrôlent le centre et le nord du Karabagh, autour des forteresses d’Akana et de Haterk. La dynastie accapare également le siège du catholicosat d’Albanie du Caucase, en contrôlant l’évêché-monastère de Gandzasar, lieu de leurs sépultures familiales.
Liste des méliks de Khatchen

### Mélikat de Dizak
Les membres de la famille Avanian, dits « Avanides » par Cyrille Toumanoff, sont méliks de Dizak. Ils sont issus de Vasak-Smbat, le fils cadet de Hasan Ier le Grand, le grand-père de Djalal Ier Daula Hasan II, et sont donc ainsi une branche collatérale de la dynastie de Siounie. Ils reçoivent en partage les domaines de la région de K't'ish, le futur Dizak, c’est-à-dire le tiers sud du Khatchen, la vieille principauté de K't'ish-Baghk', reçue par Djalal Ier Daula-Hasan II au XIIIe siècle lorsqu’il épouse Sempan-Mamkan, la fille du dernier roi de Baghk.
La place forte des Avanian est le village de T'ogh, et leurs domaines comprennent le monastère d’Amaras, grand centre de pèlerinage d’Albanie du Caucase et endroit où est censé avoir été inhumé Grigoris, l’évangélisateur de l’Albanie du Caucase, un petit-fils de Grégoire Ier l'Illuminateur. Cet ensemble constitue le mélikat de Dizak.
Liste des méliks de Dizak
- 1261 : Vakhtank Ier, fils de Vasak-Smbat ;
- 1280 : Avan Ier, son fils ;
- 1310 : Gabriel, son fils ;
- 1346 : Abas Ier, son fils ;
- 1380 : Ischkhan, son fils ;
- 1411 : Barkhoutar, son fils ;
- 1438 : Djalal, son fils ;
- 1478 : Khoumar/Qorkhmaz Ier, son fils ;
- 1500 : Velidjan, son fils ;
- 1530 : Pap, descendant à la 6e génération de Thomas, fils d'Avan Ier ;
- 1566 : Alam, son fils ;
- 1566 : Parschik, son fils ;
- 1580 : Soudjoum, son fils ;
- 1600-1606 : Avan II, son fils ;
  - 1606-1716 : annexion par les Ouloubékide-Schahnazarides ;
- 1716-1744 : Avan III ou Yegan, arrière-petit-fils d'Avan II de Dizak;
- 1744-1747 : Aram, son fils ;
- 1747-1781 : Yesai Ier, son frère ;
- 1781-1799 : Bakhtam, fils d'Aram ;
- 1799-1828 : Abas II, son fils.

### Mélikat de Goulistan
La maison des Beglarian, méliks du Goulistan, représente la troisième dynastie issue de la dynastie des Siounides de Khatchen. Elle est nommée par Cyrille Toumanoff « Haykides-Aytinides-Abovides-Béglarides », ce qui résume assez bien son origine.
Elle prétend être issue du prince Kara Grigor, i.e. Grégoire le Noir vers 1205 (le troisième fils de Hasan Ier le Grand), et de sa femme Chouchan-Dop', fille de Sargis II, prince Zakarian. Leurs descendants, connus sous le nom de « Dop'eank' » ou « Dopian », reçoivent le Goulistan, dans l’extrême-nord du Karabagh, ainsi que la grande forteresse de ce nom.
Liste des méliks de Goulistan
- Mort en 1632 : Abov Ier le Noir ;
- 1632 : Béglar Ier, son fils ;
- mort en 1728 : Abov II le Boiteux, son fils ;
- 1728-1760 : Thamraz, son frère, prétendant ;
- 1728-1775 : Joseph Ier, fils d'Abov II ;
- 1775-1776 : Béglar II Agha Joseph II, son fils ;
- 1776-1808 : Abov III Agha, son frère ;
- 1808-1808 : Pridon, fils de Béglar II ;
- 1808-1808 : Minas Beg, fils d'Abov III ;
- 1808-1826 : Joseph III, fils de Pridon.

### Mélikat de Jraberd
La maison des Israelian, méliks de Jraberd, est la seule des cinq principales dynasties des méliks à ne pas être originaire du Karabagh. Les méliks sont issus d’un prince Proch qui sert sous Houlagou Khan. Ils sont peut-être également liés à la dynastie de Siounie selon Cyrille Toumanoff, qui les dénomme « Haykazides-Israélides » car ils sont issus des méliks de Zangezour en Vayots Dzor.
Melik Haykaz (Isaïe) vient au Karabagh en 1687, lorsque les Hasan-Djalalides lui donnent la vieille forteresse de Ch'raberd, au confluent des rivières Terter et T'rghin, avec la région environnante.
Liste des méliks de Jraberd
- 1687-1725 : Isaïe Ier ;
- 1725-1755 : Allahqouli Sultan, son fils ;
- 1761-1780/1782 : Adam Ier, son fils ;
- 1780/1782-1796 : Médjloum, son fils ;
- 1796-???? : Allahverdi Ier, son frère ;
- ????-???? : Adam II, fils de Médjloum, né en 1785, de jure ;
- 1800 : Rostam, fils d'Allahverdi Ier, vice-régent en 1796 ;
- 1800 : Rovscham, son fils ;
- 1800-1812 : Allahverdi II, son fils.

Atabégides
- 1812-1854 : Vani Ier (Ivane Atabekian, 1766-1854).

### Mélikat de Varanda
Le mélik Schahnazar Ier de Gegham (Gegharkunik) obtient les faveurs du souverain séfévide Abbas Ier pour son appui pendant les expéditions de ce dernier contre les principautés géorgiennes. Il est récompensé par l’obtention de territoires supplémentaires : Varanda, Gardman, et le nord du Goulistan.
La maison des Shahnazarian, dénommée par Cyrille Toumanoff « Haykides-Ouloubékides-Schahnazarides », donne les méliks de Varanda, avec leur capitale dans le village d'Avetaranots. Ils règnent sur la partie sud du Karabagh. Chah Abbas Ier semble avoir détaché ce district des possessions des méliks de Khatchen ou de ceux de Dizak.
Dans la seconde moitié du XVIIIe siècle, le mélik Shahnazar III de Varanda (1750-1791), après avoir fait assassiner son frère et prédécesseur Houssein II, n’hésite pas à s’allier avec Panah Ali Khan, le chef de la tribu turcomane des Djevanshirs, lors d’une guerre contre les méliks arméniens Adam Ier de Jraberd et Joseph Ier de Goulistan, ce qui entraîne le crépuscule de l’autonomie des mélikats du Karabagh et l'établissement du khanat du Karabagh.
Liste des méliks de Varanda
- 1261-1606 : cf. les méliks de Dizak ;
- 1606-1608 : Schahnazar Ier de Geghan (1578-1608) ;
- 1608-1630 : Mirza Ier Beg, son frère ;
- 1630-1644 : Balin, son fils ;
- 1644-1682 : Schahnazar II, son fils ;
- 1682-1736 : Houssein Ier, son fils ;
- 1736-1747 : Mirza II Beg, son fils ou son neveu ;
- 1747-1750 : Houssein II, fils de Houssein Ier ;
- 1750-1791 : Schahnazar III, demi-frère du précédent ;
- 1791-1805 : Houssein III, son fils ;
- 1791-1799 : Djimsched Bek, son frère ;
- 1805-1822 : Djahanbakhsch, son frère ;
- 1822-1828 : Khoudoud, fils de Djimsched.

### Mélikat de Gardam
Selon Cyrille Toumanoff ils sont issus comme les Shahnazarian, des « Haykides-Ouloubékides-Schahnazarides » . Le premier mélik connu est Pir Hamza vers 1549 fils d'Elisée lui-même fils cadet de Mirzadan le Juste vers 1490 un descendant de Shahinshah auteur de la dynastie des méliks de Gegham (Gegharkunik).

### Dynastes de Tzar
Selon Cyrille Toumanoff, les « dynastes de Tzar », dont il ne donne ni la chronologie ni la filiation, sont issus d’un prince Hasan, cousin de Shahinschah et d’Aboughougha, descendants du prince Vasak-Smbat et ancêtres respectifs des « Ouloubékides-Schahnazarides » et des « Aytinides-Abovides-Berglarides ». Robert Hewsen penche quant à lui pour un rattachement aux Dopian de cette branche qu'il nomme « Dchahanchahides ».